# Miniaturowe godzinki
Miniaturowe godzinki (łac. Horae Beatae Mariae Virginis) – godzinki w języku łacińskim z około 1500 r., przechowywane w Bibliotece Narodowej w Warszawie.
Miniaturowy pergaminowy modlitewnik o wymiarach 3,5×2,5 cm powstał prawdopodobnie we Francji około 1500. Składa się ze 151 kart. Zawiera modlitwy codzienne z prośbami o wstawiennictwo Najświętszej Maryi Panny. Mimo niewielkich rozmiarów modlitewnik zawiera 13 miniatur całostronicowych oraz 3 mniejsze, a także liczne złote inicjały. Iluminacje być może zostały wykonane w Tours. Oprawa godzinek z tektury i skóry powstała w XVIII wieku. Godzinki mają także jedwabny futerał.
Rękopis należał do Biblioteki Ordynacji Zamojskiej w Warszawie. Po II wojnie światowej uchodził za zaginiony. W 1980 Biblioteka Narodowa wykupiła go z rąk prywatnych. Od 2024 godzinki są prezentowane na wystawie stałej w Pałacu Rzeczypospolitej.